# Attenti a quei due
Attenti a quei due (The Persuaders!) è una serie televisiva britannica ideata e prodotta nel 1970-1971 da Robert S. Baker e trasmessa nel 1971-1972 in una sola stagione di 24 episodi dalla rete televisiva ITV; negli Stati Uniti fu invece distribuita, all'incirca nello stesso periodo, dal network ABC.
La serie gioca sulla forte diversità dei due personaggi la cui diversa estrazione sociale e culturale rappresenta tra il serio e il faceto, con ampio uso di ironia e fine humour inglese, l'eterno conflitto tra la vecchia nobile Europa e il nuovo scalpitante mondo americano.

## Trama
Daniel Wilde è un miliardario statunitense che, cresciuto in un ambiente povero, ha fatto fortuna con il petrolio e le speculazioni in borsa. Lord Brett Sinclair è un ricco nobile inglese dedito alla carriera sportiva ed alla bella vita. Si incontrano per la prima volta in Costa Azzurra, dove entrambi sono giunti dopo aver ricevuto un misterioso invito. Inizialmente non provano simpatia l'uno per l'altro, rivaleggiando prima lungo le strade della riviera a bordo delle loro veloci automobili, una Ferrari Dino 246 e un’Aston Martin DBS (di Sinclair che è un pilota), e la sera stessa affrontandosi a suon di pugni in un locale notturno, che danneggiano gravemente dopo una lunga zuffa iniziata per un’oliva. Vengono quindi condotti da Fulton, un giudice in pensione, colui che li ha invitati in Costa Azzurra e che intende affidare loro un incarico sotto copertura. Wilde e Sinclair accettano malvolentieri di aiutare l'anziano uomo di legge, per evitare l'alternativa di dover scontare una detenzione di novanta giorni per la rissa e i relativi danni provocati al night club. La missione affidata da Fulton (così come le successive che i due affronteranno) è ai margini della legalità, ma giustificata dallo scopo di combattere il crimine.
I due saranno coinvolti in avventure rocambolesche, mai realmente cruente, e malgrado il "ricatto" iniziale cui erano sottoposti (o collaborano, o vanno in prigione), tra la coppia e il giudice si creerà un legame di solidale, benché ruvida, amicizia. Anche il rapporto tra Wilde e Sinclair, caratterizzato da uno scanzonato antagonismo e un'amabile attitudine al dileggio reciproco, si impronterà su una solida complicità.
I luoghi dell'azione sono collocati in Europa, in ambienti lussuosi e raffinati, come la Costa Azzurra, Roma, Parigi, Stoccolma, Londra o la ricca campagna inglese. Il comportamento di Wilde e Sinclair è tutt'altro che professionale nella ricerca della soluzione dei casi che i due si trovano a fronteggiare, ma, grazie alla brillantezza e al fascino che entrambi sanno esercitare, i due riusciranno sempre a cavarsela. Seduttori impenitenti, troveranno il tempo e l'occasione per corteggiare e sedurre le belle ragazze che conoscono nel corso delle loro avventure.
Non esiste una vera consequenzialità tra gli episodi se si esclude il primo; inoltre, la premessa su cui si fonda la serie - cioè la missione affidata ai due dal giudice Fulton - non è sempre il punto di partenza. Molti episodi iniziano, infatti, con scambi di persona e altre circostanze casuali, che portano Wilde e Sinclair a trovarsi coinvolti loro malgrado in nuove avventure.

### I due protagonisti
Le scaramucce fra i due protagonisti sono uno degli aspetti caratteristici della serie. In sostanza, essi rappresentano due modi di vivere completamente diversi e stridenti fra loro: quello britannico della Vecchia Europa di un nobile e quello statunitense di un affarista proveniente dai bassifondi. Questa contrapposizione di stili è il pretesto per sottolineare il legame di eterni amici/rivali tra il raffinato nobile inglese e lo spigliato e arricchito statunitense. Entrambi conoscono e amano il lusso ma lo interpretano in modi molto diversi: basta osservare l'abbigliamento sportivo ma chiassoso di Danny Wilde, contrapposto alla ricercata eleganza di lord Sinclair, i cui abiti di scena furono disegnati dallo stesso Roger Moore.
Una tale complementarità, tuttavia, come sottolineato dallo stesso giudice Fulton, risulta indispensabile ai fini delle indagini in cui i due si ritroveranno invischiati; Daniel, infatti, pur essendo bravo anche a far finta di essere altre persone, tende ad essere più un uomo d'azione - ad esempio, è molto abile con il fioretto, al punto da riscuotere lo stupore e l'ammirazione di un ramo della famiglia reale russa - mentre Brett risulta bravo nell'uscire da situazioni spiacevoli o a risolvere i casi attraverso la diplomazia, la cortesia raffinata e le numerose conoscenze nel Regno Unito.

## Episodi
| Stagione       | Episodi | Prima TV GB | Prima TV Italia |
| -------------- | ------- | ----------- | --------------- |
| Stagione unica | 24      | 1971-1972   | 1974-1981       |

## Produzione
Il titolo originale era The Friendly Persuaders, ma il "Friendly" venne eliminato prima che iniziasse la trasmissione. Lo spunto nacque in uno degli ultimi episodi della serie Il Santo intitolato L'ex re dei diamanti, in cui Simon Templar (Roger Moore) è in partnership con un petroliere del Texas in un'avventura ambientata a Monte Carlo; soddisfatti di questa combinazione, Robert S. Baker e Lew Grade finanziarono la nuova serie.
Attenti a quei due si caratterizzò per il budget altissimo, 100.000 sterline del tempo per ogni episodio. I ruoli dei due protagonisti furono affidati a due star con background differenti: Tony Curtis, la cui carriera cinematografica era in declino dopo i fasti degli anni cinquanta, interpreta il milionario statunitense Daniel Wilde, mentre Roger Moore era reduce da un decennale successo nella serie Il Santo e qui interpreta il lord inglese Brett Sinclair. La società di produzione aveva bisogno di un co-protagonista americano per assicurarsi che la serie venisse acquistata dalle emittenti televisive statunitensi. Inizialmente il ruolo fu offerto a Rock Hudson e Glenn Ford, ma entrambi rifiutarono la parte. La ITC chiese quindi alla American Broadcasting Company una lista di attori adatti che includeva anche Tony Curtis, il quale accettò e volò nel Regno Unito nell'aprile 1970 per iniziare le riprese.
Tony Curtis girò buona parte delle scene senza l'aiuto di stuntman. In alcuni episodi, presumibilmente quelli girati verso la fine del 1971, i capelli di Curtis diventano gradualmente ma rapidamente bianchi. Questo probabilmente perché Curtis, nei primi episodi della serie, aveva i capelli tinti.
Molte scene sono state improvvisate dai due attori, ad esempio nell'episodio L'Aquila di bronzo Danny Wilde esce dalla doccia e risponde al telefono pronunciando la frase: "No, qui non c'è nessun signor Schwartz!". Bernard Schwartz è il vero nome di Tony Curtis.
La repentina chiusura della serie, di cui infatti non esiste un episodio conclusivo, fu determinata da vari fattori, mai del tutto chiariti. Il principale fu lo scarso successo che ottenne negli Stati Uniti (contro ascolti record in Europa); a questo si aggiunse la volontà di Roger Moore di vestire i panni di James Bond. Nel documentario su DVD, The Morning After, Bob Baker afferma che Lew Grade era pronto a finanziare una seconda stagione, nonostante lo scarso successo ottenuto in America, coinvolgendo Noel Harrison, figlio di Rex Harrison, in sostituzione di Moore. Baker afferma tuttavia di aver convinto Grade che la dinamica che Moore e Curtis avevano creato era unica ed era quindi meglio lasciare la serie così com'è.

### Rapporti tra Curtis e Moore
Vi sono state molte dicerie circa la relazione professionale tra Roger Moore e Tony Curtis dentro e fuori dal set. Nella sua autobiografia Second Act, Joan Collins ha descritto con precisione come i due attori non andassero d'accordo quando lei era stata guest star nell'episodio Cinque miglia a mezzanotte, in particolare fa riferimento al brutto carattere di Curtis quale ragione per la quale sul set c'era un clima teso. Il regista dell'episodio, Val Guest, in una intervista del 2005 al British Film Institute, ha confermato il giudizio della Collins:
(Val Guest, regista)
Nella sua autobiografia, Still Dancing, Lew Grade nota che i due attori "non andavano così tanto d'accordo" a causa di differenti etiche sul lavoro. Secondo l'autobiografia di Roger Moore, l'uso di cannabis da parte di Curtis era così intenso che la fumò persino davanti a un poliziotto mentre stavano girando al 10 di Downing Street.
Nonostante questa serie di affermazioni di terze persone, Curtis e Moore hanno però sempre affermato che ebbero un amichevole rapporto di lavoro. Moore disse: "Tony e io avemmo un buon rapporto dentro e fuori dal set, siamo due persone molto differenti, ma condividiamo un certo senso dell'umorismo". In un'intervista del 2005, Curtis si riferì a Moore con affetto e affermò che non avrebbe partecipato a un remake di Attenti a quei due senza Moore.

### Automobili

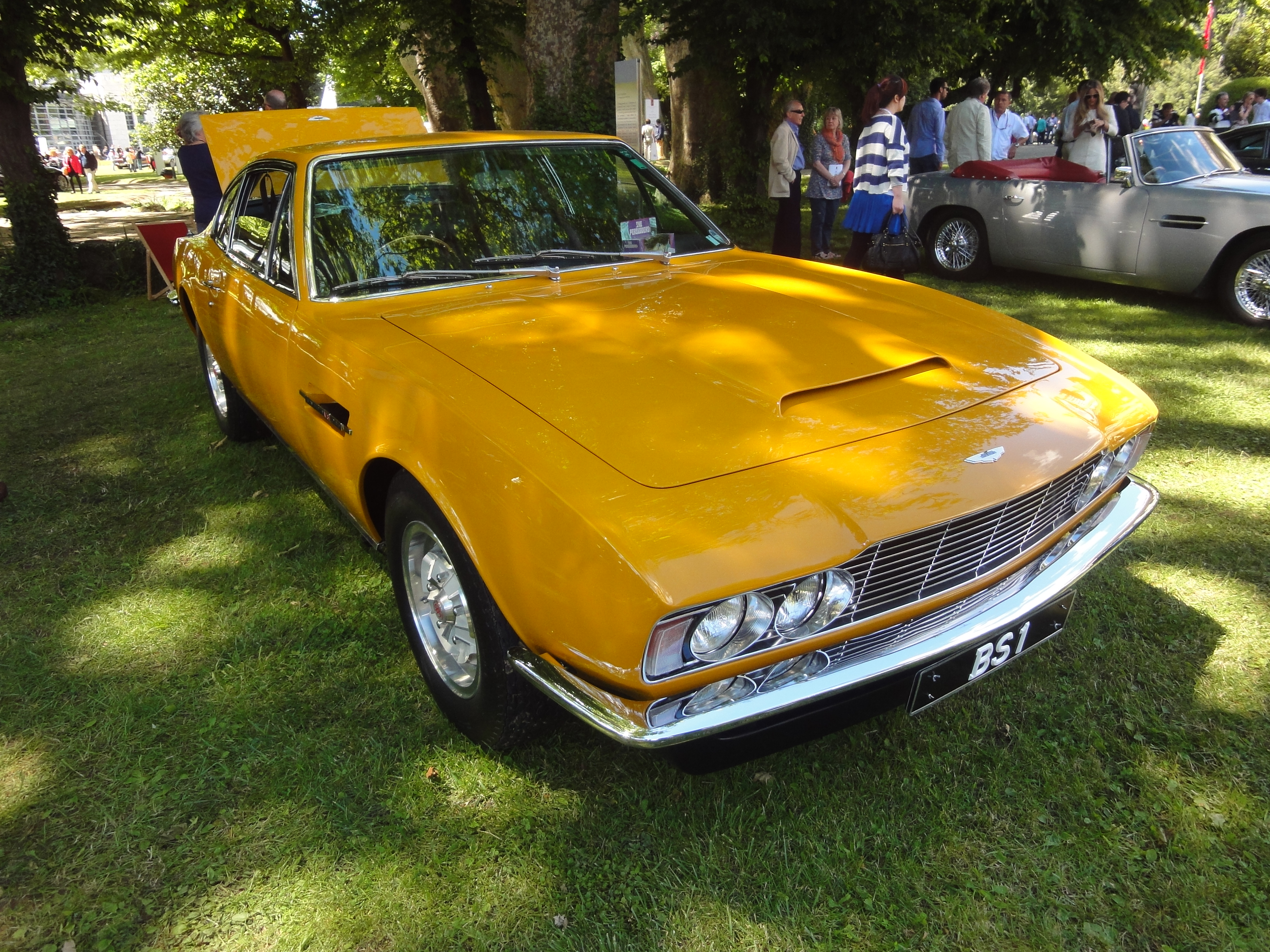
L'Aston Martin DBS (Stratton, UK; "BS1") di Brett Sinclair in mostra al Concorso d'eleganza Villa d'Este (26 maggio 2013)

Della serie sono rimaste famose anche le automobili sportive guidate dai due protagonisti. Entrambe le vetture sono state fornite per gentile concessione dei rispettivi produttori.
Danny Wilde guida una Dino 246 GT rossa con guida a sinistra (numero di telaio 00810) targata MO 221400 (MO è la sigla di Modena, la provincia in cui si trova la Ferrari, quando le targhe italiane avevano questa caratteristica).
Brett Sinclair guida una Aston Martin DBS gialla con guida a destra (numero di telaio DBS / 5636 / R) con ruote V8 e contrassegni. Come nella serie Il Santo, il personaggio di Roger Moore utilizza targhe personalizzate delle sue iniziali: per Simon Templar erano "ST 1", quelle di Brett Sinclair sono "BS 1". Il vero proprietario della targa della macchina di Sinclair, Billy Smart, Jr., ne permise l'utilizzo nella serie.
L'Aston Martin fu venduta dalla casa di produzione inglese al termine delle riprese ed è passata a vari proprietari nel tempo, partecipando anche a dei concorsi per le auto più esclusive: è attualmente di proprietà di Jeremy Levison, un avvocato divorzista e noto collezionista d'arte. Sulla sorte della Ferrari invece non si sa molto e alcuni ritengono che possa appartenere a qualche collezionista italiano.

## Colonna sonora
Di Attenti a quei due rimane celebre anche il motivo musicale della sigla di apertura, uno dei più famosi e riconoscibili della storia televisiva, composto da John Barry, già autore delle musiche dei film di James Bond, che utilizzò uno strumento di origine araba, il qanun.
Su uno schermo diviso a metà viene mostrato il background sociale e finanziario dei due protagonisti con due dossier, uno rosso per Danny e uno blu per Brett, che raffigurano la giovinezza dei due miliardari con foto e filmati. Al termine della sequenza in cui li si vedono prima bambini, poi adolescenti, quindi adulti, vengono mostrate delle scene tratte da alcuni episodi in cui sfoggiano il loro charme con le belle donne. I titoli furono appositamente progettati in modo che nessuno dei due attori sembrasse avere una importanza maggiore all'interno della serie, una clausola che sia Moore sia Curtis stipularono quando accettarono di essere co-protagonisti.
La foto del bambino Danny Wilde è una reale foto d'infanzia di Tony Curtis, mentre la foto di Brett Sinclair è in realtà quella di un figlio di Roger Moore, Geoffrey; anche la foto del marinaio Danny Wilde è realmente quella dell'attore, che è stato sommergibilista.

## Distribuzione
L'episodio Five Miles to Midnight è rimasto inedito fino all'acquisto dei diritti italiani da parte della Yamato Video, motivo per cui non ha titolo italiano e soprattutto doppiaggio. In questo caso l'episodio fu accantonato probabilmente perché riproduceva, come la produzione britannica del tempo, un'Italia stereotipata e dominata dalla mafia, con poliziotti incompetenti, nobiltà decaduta e corrotta, contadini rozzi e, in un paio di casi, automezzi (un furgone e un camion) risalenti a decine di anni prima, come a sottolineare l'arretratezza dell'Italia.
Anche l'episodio Una giungla di spie è ambientato in Italia, ma nel doppiaggio italiano si accredita che Brett e Danny si trovino in Spagna. Quando l'episodio fu trasmesso dalla RAI, tutte le scene in cui comparivano chiari riferimenti all'Italia vennero tagliati o coperti con altre inquadrature.

### Adattamenti cinematografici
Negli anni successivi alla realizzazione della serie, visto il clamoroso successo in Europa, sette coppie di episodi vennero rimontate e distribuite nei cinema come film - operazione con evidenti fini esclusivamente commerciali in quanto al pubblico non veniva previamente comunicato che in realtà era l'unione di due episodi già trasmessi dalla TV e del tutto scollegati tra loro:
- Qui Montecarlo... attenti a quei due! (1974)

(Mission: Monte Carlo)
Il film è un collage degli episodi 05: Una ragazza che sapeva troppo (Powerswitch) e 02: Il Napoleone d’oro (The Gold Napoleon)
- Attenti a quei due... chiamate Londra (1974)

(London Conspiracy)
Il film è un collage degli episodi 04: Al mio bel castello (Greensleeves) e 16: Cottage dolce cottage (A home of One's Own)
- Operazione "Costa Brava" (1975)

(Sporting Chance)
Il film è un collage degli episodi 24: Milord in pericolo (Someone Waiting) e 08: Incominciò per gioco (Anyone Can Play)
- Operazione "Ozerov" (1976)

(The Switch)
Il film è un collage degli episodi 10: Un amico d’infanzia (Angie…Angie) e 22: La granduchessa Ozerov (The Ozerov Inheritance)
- Attenti a quei due... l'ultimo appuntamento! (1977)

(The Persuaders)
Il film è un collage degli episodi 14: Una giungla di spie (The Man in the Middle) e 23: La bella ereditiera (To the Death, Baby)
- Attenti a quei due... ancora insieme (1979)

(Death becomes me)
Il film è un collage degli episodi 07: Uno come me (Someone Like Me) e 21: Una strana famiglia (A Death in the Family)
- Che coppia... quei due! (1980)

(The Masqueraders)
Il film è un collage degli episodi 15: Un carico di lingotti (Element of Risk) e 12: Milord va all’asta (That’s Me Over There)

### Home video
Un'edizione in DVD (in lingua italiana) è stata realizzata da Yamato Video e distribuita da A. Mondadori in due box, il primo contenente i primi 12 episodi, e il secondo gli altri 12. Ci sono anche episodi non trasmessi in Italia come il nº 12, inoltre alcuni episodi contengono scene tagliate nell'edizione italiana con sottotitoli in italiano.
Nel corso del 2004 è uscita in 12 DVD la versione rimasterizzata con le scene eliminate nell'edizione originale italiana e audio italiano e inglese (ma il titolo nella sigla non è quello italiano come nei master per la TV).

## Opere derivate
In Italia, tra l'agosto 1975 e il maggio 1977, fu pubblicato un fumetto dedicato alle avventure di Danny Wilde e Brett Sinclair, intitolato sempre Attenti a quei due. La pubblicazione, con cadenza trimestrale al prezzo di 300 lire a numero, fu realizzata della Editrice Cenisio, che aveva sede a Milano.
Benché più volte ipotizzato, non è mai stato realizzato un rifacimento, per la TV o cinematografico, della serie. Nel 2005 si parlò (e si tornò a parlarne nel 2009) di un rifacimento cinematografico con Hugh Grant nella parte di Lord Brett Sinclair, George Clooney in quella di Danny Wilde e Michael Caine per quella del giudice Fulton. È stata invece annullata l'annunciata produzione di una riedizione che avrebbe visto Ben Stiller (anche produttore) vestire i panni di Danny Wilde e Steve Coogan quelli di Brett Sinclair, poiché sgradita ai fan. Una nuova ipotesi di remake è stata annunciata nei primi mesi del 2010, senza che però abbia avuto seguito.